# Nicolas Saucerotte
Louis Sébastien dit Nicolas Saucerotte, né 16 juin 1741 à Lunéville et mort le 15 janvier 1814, est un médecin et chirurgien lorrain qui a associé l'exercice de son art aux évolutions politiques majeures de la fin du XVIIIe siècle en Lorraine.

## Biographie

### Un jeune chirurgien prometteur
Passé Maître en chirurgie après une formation à l’École de médecine militaire de Strasbourg et un temps de service aux armées, il est nommé Chirurgien ordinaire de Stanislas Leszczyński en 1764 malgré sa jeunesse. Il commence à pratiquer des opérations de lithotomie en 1773 à l'hôpital St-Jacques de Lunéville, fondé par le duc Léopold et ensuite activement soutenu par Stanislas, pour accueillir gratuitement les plus nécessiteux. En 1777 un décret royal de Louis XV, il est nommé lithotomiste en chef de cet hôpital. Il participe ainsi à la politique de bienfaisance menée par Stanislas, qui devint plus nécessaire encore avec la dégradation de la condition des plus pauvres lorsque la Lorraine fut rattachée à la France.
Il rédige plusieurs traités de chirurgie et s'intéresse à des techniques novatrices en chirurgie comme la lithotomie, comme dans d'autres spécialités. La condition des pauvres et celle des militaires en campagne, ou dans les compagnies basées à Lunéville comme les gendarmes rouges (carabiniers grenadiers des troupes à cheval), le motivaient particulièrement à améliorer et diffuser les avancées médicales. Reconnu et respecté, il est élu député du Tiers état en 1789.

### Les engagements d'un humaniste
En 1792, son loyalisme républicain le pousse à s'engager dans les armées républicaines, tout comme ses quatre fils. Les deux plus jeunes y sont officiers de santé. Ils devinrent ensuite dentistes des Tsars. Il est lui-même Chirurgien-major de l’armée du Nord puis de l'armée de Sambre et Meuse. Il était très affecté par la désorganisation des secours aux blessés et participe à la création d'un service de santé des armées, où il exerce de hautes responsabilités.
Plus tard, il quitte le service des armées et revient à Lunéville. Il reprend son activité à l'hôpital St-Jacques, avant de prendre sa retraite en 1798, révolté par l'indifférence et le déclin où est alors tombée l'institution charitable.
Il reçoit plusieurs distinctions dans les institutions médicales de la Nation ou de l'étranger et poursuit ses travaux. Il meurt dans sa ville en 1814, au passage des Cosaques qui avaient défait l'armée napoléonienne.
Son petit-fils Antoine Constant Saucerotte (1805-1884) est médecin, auteur de nombreux ouvrages de vulgarisation.

## Œuvres et publications
- Examen de plusieurs préjugés et usages abusifs concernant les femmes enceintes, celles qui sont accouchées,& les enfans en bas âge, lesquels préjugés & usages abusifs font dégénérer l'espèce humaine: avec les moyens d'y remédier, Nancy, Haener, 1777, Texte intégral.
- Préjugés et usages abusifs concernant les femmes enceintes, celles nouvellement accouchées et les enfans nouveau-nés, Nancy, Paris, chez J.B.G. Musier, libraire, 1777, lire en ligne sur Gallica.
- Instructions concernant les femmes enceintes..., Strasbourg, chez les frères Gay, 1782, 99 p., Texte intégral.
- (la) Diss. inaug. de medicamentorum et motus effectibus in therapia syphilidis, Argentoratum [Strasbourg], 1790 , Texte intégral.
- Histoire abrégée de la lithotomie, s.l., 1790, 46 p., lire en ligne sur Gallica.
- De la Conservation des enfans pendant la grossesse et de leur éducation physique depuis la naissance jusqu'à l'âge de six à huit ans, Guibal fils, Lunéville, 1808, 78 p., lire en ligne sur Gallica.
- De la Conservation des enfans pendant la grossesse et de leur éducation physique depuis la naissance jusqu'à l'âge de six à huit ans, Guillaume, Paris, 1820, 72 p., lire en ligne sur Gallica.